# Championnat d'Allemagne féminin de football de deuxième division 2010-2011
 (novembre 2023).
Si vous disposez d'ouvrages ou d'articles de référence ou si vous connaissez des sites web de qualité traitant du thème abordé ici, merci de compléter l'article en donnant les références utiles à sa vérifiabilité et en les liant à la section « Notes et références ».
Navigation
Édition précédente Édition suivante
La 2. Frauen-Bundesliga 2010-2011 est la 7e édition du championnat d'Allemagne de football féminin de deuxième division.
Le deuxième niveau du championnat féminin oppose vingt-quatre clubs allemands répartis dans deux groupes de douze équipes, en une série de vingt-deux rencontres jouées durant la saison de football. La compétition débute le 15 août 2010 et s'achève le dimanche 1er mai 2011.
Les premières places de chaque groupe permettent de monter en Frauen Bundesliga lors de la saison suivante alors que les deux dernières places de chaque groupe sont synonyme de relégation en Regionalliga.
Lors de l'exercice précédent, le Tennis Borussia Berlin et le SC Fribourg ont été relégués après avoir fini aux deux dernières places de première division. Le FC Lübars, le BV Cloppenburg (de), le TSG Hoffenheim, le FFC Niederkirchen et le FFC Recklinghausenont, quant à eux, gagné le droit d'évoluer dans ce championnat après avoir obtenu leurs promotions lors des phases finales de Regionalliga.
La compétition est remportée par le Hambourg SVR et le SC Fribourg, mais seul le second est promu à la fin de la saison, l'équipe réserve d'un club allemand ne pouvant évoluer au même niveau que l'équipe première. C'est le FC Lokomotive Leipzig qui a donc été promu à l'issue de la saison. Dans le bas du classement, le Tennis Borussia Berlin, le SV Holstein Kiel (de), le SC Sand et le FFC Recklinghausen, sont relégués. Enfin, malgré le titre, le Hambourg SVR est dissous à la fin de la saison.

## Participants
Ces tableaux présentent les vingt-quatre équipes qualifiées pour disputer le championnat 2010-2011. On y trouve le nom des clubs, la date de création du club, l'année de la dernière accession à cette division, leur classement de la saison précédente, le nom des stades ainsi que la capacité de ces derniers.
Le championnat comprend deux groupes de douze équipes.
Légende des couleurs
- Relégué de Frauen-Bundesliga.
- Promu de Regionalliga.

| \| Tennis Borussia Berlin Werder Brême 0BV Cloppenburg (de) SV Victoria Gersten FSV Gütersloh Hambourg SVR SV Holstein Kiel (de) FC Lokomotive Leipzig FC Lübars Magdeburger FFC (en) FFC Oldesloe (de) FFC Turbine PotsdamR \| Localisation des clubs engagés dans le groupe Nord du championnat. |
| Tennis Borussia Berlin Werder Brême 0BV Cloppenburg (de) SV Victoria Gersten FSV Gütersloh Hambourg SVR SV Holstein Kiel (de) FC Lokomotive Leipzig FC Lübars Magdeburger FFC (en) FFC Oldesloe (de) FFC Turbine PotsdamR                                                                          |

| Nom du club            | Date de création | Dernière accession | Cls 2010      | Stade                       | Capacité | Nb T. |
| ---------------------- | ---------------- | ------------------ | ------------- | --------------------------- | -------- | ----- |
| Tennis Borussia Berlin | 1969             | 2010               | 1.FB          | Mommsenstadion              | 15 005   | 1     |
| FFC Turbine PotsdamR   | 1971             | 2004               | 2 (Gr. Nord)  | Karl-Liebknecht-Stadion     | 10 499   | /     |
| SV Victoria Gersten    | -                | 2004               | 3 (Gr. Nord)  | MEP-Arena                   | 16 500   | /     |
| FC Lokomotive Leipzig  | -                | 2006               | 4 (Gr. Nord)  | Stade inconnu               | -        | /     |
| Hambourg SVR           | 1970             | 2004               | 5 (Gr. Nord)  | Wolfgang-Meyer-Sportanlage  | 2 018    | /     |
| Magdeburger FFC (en)   | 1997             | 2009               | 6 (Gr. Nord)  | Heinrich-Germer-Stadion     | 4 990    | /     |
| Werder Brême           | -                | 2009               | 7 (Gr. Nord)  | Weserstadion Platz 12       | -        | /     |
| FFC Oldesloe (de)      | 2000             | 2007               | 8 (Gr. Nord)  | Stadion Buniamshof          | 10 000   | /     |
| FSV Gütersloh          | 1984             | 2004               | 9 (Gr. Nord)  | Heidewaldstadion            | 12 000   | /     |
| SV Holstein Kiel (de)  | 2004             | 2005               | 10 (Gr. Nord) | Kiliaplatz                  | 3 000    | /     |
| BV Cloppenburg (de)    | -                | 2010               | Reg.          | TimePartner Arena           | 5 001    | /     |
| FC Lübars              | 1971             | 2010               | Reg.          | Sportplatz Schluchseestraße | -        | /     |

| \| Bayern MunichR FC Cologne TSV Crailsheim FCR DuisbourgR FFC FrancfortR SC Fribourg TSG Hoffenheim FV Löchgau FFC Niederkirchen FFC Recklinghausen SC Sand VfL Sindelfingen \| Localisation des clubs engagés dans le groupe Sud du championnat. |
| Bayern MunichR FC Cologne TSV Crailsheim FCR DuisbourgR FFC FrancfortR SC Fribourg TSG Hoffenheim FV Löchgau FFC Niederkirchen FFC Recklinghausen SC Sand VfL Sindelfingen                                                                         |

| Nom du club        | Date de création | Dernière accession | Cls 2010    | Stade                   | Capacité | Nb T. |
| ------------------ | ---------------- | ------------------ | ----------- | ----------------------- | -------- | ----- |
| SC Fribourg        | 1975             | 2010               | 1.FB        | Möslestadion            | 18 000   | /     |
| VfL Sindelfingen   | 1971             | 2006               | 2 (Gr. Sud) | Floschenstadion         | 5 000    | 1     |
| FC Cologne         | 1974             | 2009               | 3 (Gr. Sud) | Franz-Kremer-Stadion    | 5 000    | 1     |
| TSV Crailsheim     | 1971             | 2009               | 4 (Gr. Sud) | Schönebürgstadion       | 5 500    | 1     |
| FCR DuisbourgR     | 1977             | 2007               | 5 (Gr. Sud) | PCC-Stadion             | 3 000    | /     |
| SC Sand            | 1980             | 2004               | 6 (Gr. Sud) | Kühnmatt-Stadion        | 2 000    | /     |
| FV Löchgau         | -                | 2008               | 7 (Gr. Sud) | Stade inconnu           | -        | /     |
| FFC FrancfortR     | 1973             | 2004               | 8 (Gr. Sud) | Stadion am Brentanobad  | 5 200    | /     |
| Bayern MunichR     | 1970             | 2009               | 9 (Gr. Sud) | Sportpark Aschheim      | 3 000    | /     |
| TSG Hoffenheim     | -                | 2010               | Reg.        | Stade inconnu           | -        | /     |
| FFC Niederkirchen  | 1969             | 2010               | Reg.        | Sportgelände Nachtweide | -        | /     |
| FFC Recklinghausen | 2003             | 2010               | Reg.        | Stadion Hohenhorst      | 10 000   | /     |

## Compétition

### Classement
Le classement est calculé avec le barème de points suivant : une victoire vaut trois points, le match nul un et la défaite zéro.
Les critères utilisés pour départager en cas d'égalité au classement sont les suivants :
1. différence entre les buts marqués et les buts concédés sur la totalité des matchs joués dans le championnat ;
2. plus grand nombre de buts marqués sur la totalité des matchs joués dans le championnat.

| Rang | Équipe                   | Pts | J  | G  | N | P  | Bp | Bc | Diff |
| ---- | ------------------------ | --- | -- | -- | - | -- | -- | -- | ---- |
| 1    | Hambourg SVR             | 56  | 22 | 17 | 5 | 0  | 57 | 18 | +39  |
| 2    | FC Lokomotive Leipzig    | 53  | 22 | 17 | 2 | 3  | 54 | 20 | +34  |
| 3    | FFC Turbine PotsdamR     | 44  | 22 | 13 | 5 | 4  | 59 | 25 | +34  |
| 4    | FC Lübars P              | 39  | 22 | 12 | 3 | 7  | 43 | 30 | +13  |
| 5    | Werder Brême             | 36  | 22 | 11 | 3 | 8  | 35 | 29 | +6   |
| 6    | SV Victoria Gersten      | 31  | 22 | 9  | 4 | 9  | 30 | 31 | -1   |
| 7    | FFC Oldesloe (de)        | 27  | 22 | 7  | 6 | 9  | 29 | 33 | -4   |
| 8    | FSV Gütersloh            | 26  | 22 | 7  | 5 | 10 | 30 | 33 | -3   |
| 9    | Magdeburger FFC (en)     | 19  | 22 | 4  | 7 | 11 | 23 | 32 | -9   |
| 10   | BV Cloppenburg (de) P    | 15  | 22 | 3  | 6 | 13 | 15 | 45 | -30  |
| 11   | Tennis Borussia Berlin R | 12  | 22 | 3  | 3 | 16 | 14 | 58 | -44  |
| 12   | SV Holstein Kiel (de)    | 11  | 22 | 2  | 5 | 15 | 12 | 47 | -35  |

| Légende : | Légende : |
| --------- | --- |
|           | Promu en Frauen-Bundesliga. |
|           | Participe au barrage de relégation en Regionalliga. |
|           | Relégué en Regionalliga. |
|           | Équipe dissoute. |
|           | R Relégué de Frauen-Bundesliga. P Promu de Regionalliga. Pts points ; G victoires ; N matchs nuls ; P défaites Bp buts marqués ; Bc buts encaissés ; Diff différence de buts |

| Rang | Équipe               | Pts | J  | G  | N | P  | Bp | Bc | Diff |
| ---- | -------------------- | --- | -- | -- | - | -- | -- | -- | ---- |
| 1    | SC Fribourg R        | 60  | 22 | 20 | 0 | 2  | 80 | 8  | +72  |
| 2    | FC Cologne           | 51  | 22 | 16 | 3 | 3  | 74 | 19 | +55  |
| 3    | TSG Hoffenheim P     | 43  | 22 | 13 | 4 | 5  | 46 | 22 | +24  |
| 4    | TSV Crailsheim       | 33  | 22 | 9  | 6 | 7  | 25 | 28 | -3   |
| 5    | VfL Sindelfingen     | 31  | 22 | 9  | 4 | 9  | 32 | 37 | -5   |
| 6    | FCR DuisbourgR       | 28  | 22 | 8  | 4 | 10 | 29 | 35 | -6   |
| 7    | FFC Niederkirchen P  | 28  | 22 | 8  | 4 | 10 | 37 | 51 | -14  |
| 8    | Bayern MunichR       | 26  | 22 | 8  | 2 | 12 | 40 | 40 | 0    |
| 9    | FFC FrancfortR       | 24  | 22 | 7  | 3 | 12 | 29 | 45 | -16  |
| 10   | FV Löchgau           | 22  | 22 | 6  | 4 | 12 | 18 | 37 | -19  |
| 11   | SC Sand              | 21  | 22 | 7  | 0 | 15 | 25 | 46 | -21  |
| 12   | FFC Recklinghausen P | 10  | 22 | 2  | 4 | 16 | 18 | 85 | -67  |

| Légende : | Légende : |
| --------- | --- |
|           | Promu en Frauen-Bundesliga. |
|           | Participe au barrage de relégation en Regionalliga. |
|           | Relégué en Regionalliga. |
|           | R Relégué de Frauen-Bundesliga. P Promu de Regionalliga. Pts points ; G victoires ; N matchs nuls ; P défaites Bp buts marqués ; Bc buts encaissés ; Diff différence de buts |

### Résultats
Groupe Nord
| Résultats (▼dom., ►ext.)                                   | Bor | Brê | Clo | Ger | Güt | Ham | Kie | Lei | Lüb | Mag | Old | Tur |
| Tennis Borussia Berlin                                     |     | 0-1 | 2-0 | 1-4 | 0-1 | 0-2 | 1-1 | 0-4 | 0-3 | 0-5 | 0-3 | 0-4 |
| Werder Brême                                               | 4-1 |     | 3-0 | 3-1 | 1-0 | 1-1 | 2-0 | 0-3 | 1-2 | 2-1 | 0-3 | 0-1 |
| BV Cloppenburg (de)                                        | 0-1 | 0-3 |     | 1-1 | 2-1 | 1-1 | 2-0 | 1-4 | 0-3 | 0-0 | 0-0 | 2-2 |
| SV Victoria Gersten                                        | 1-1 | 1-0 | 1-0 |     | 3-0 | 2-3 | 4-0 | 1-4 | 1-3 | 1-0 | 1-1 | 0-3 |
| FSV Gütersloh                                              | 3-3 | 2-1 | 7-0 | 0-1 |     | 1-2 | 1-1 | 0-1 | 0-0 | 2-3 | 2-1 | 0-5 |
| Hambourg SVR                                               | 2-0 | 5-1 | 4-2 | 3-0 | 3-1 |     | 2-0 | 3-2 | 3-0 | 2-0 | 0-0 | 2-1 |
| SV Holstein Kiel (de)                                      | 2-0 | 1-2 | 0-3 | 1-2 | 1-1 | 0-4 |     | 1-2 | 0-6 | 1-1 | 0-0 | 0-3 |
| FC Lokomotive Leipzig                                      | 5-0 | 2-1 | 1-0 | 1-0 | 1-2 | 2-5 | 3-0 |     | 1-0 | 1-1 | 5-3 | 2-0 |
| FC Lübars                                                  | 2-1 | 1-1 | 4-1 | 2-0 | 1-3 | 1-6 | 1-0 | 0-3 |     | 0-1 | 3-2 | 5-2 |
| Magdeburger FFC (en)                                       | 3-1 | 0-3 | 0-0 | 0-2 | 0-2 | 2-2 | 0-1 | 1-3 | 1-1 |     | 1-2 | 1-1 |
| FFC Oldesloe (de)                                          | 1-2 | 1-1 | 3-0 | 1-0 | 1-1 | 1-2 | 2-1 | 0-3 | 1-4 | 1-0 |     | 1-4 |
| FFC Turbine PotsdamR                                       | 7-0 | 3-4 | 4-0 | 3-3 | 2-0 | 0-0 | 5-1 | 1-1 | 2-1 | 3-2 | 3-0 |     |
| - Victoire à domicile - Match nul - Victoire à l'extérieur |     |     |     |     |     |     |     |     |     |     |     |     |

Groupe Sud
| Résultats (▼dom., ►ext.)                                   | ByM | Col | Cra | Dui | Fra | Fri | Hof | Löc | Nie | Rec  | San | Sin  |
| Bayern MunichR                                             |     | 0-3 | 2-1 | 1-3 | 6-2 | 0-3 | 1-1 | 2-1 | 1-2 | 10-0 | 4-1 | 10-0 |
| FC Cologne                                                 | 4-1 |     | 7-0 | 4-1 | 6-0 | 3-2 | 2-1 | 1-2 | 2-0 | 9-0  | 2-2 | 9-0  |
| TSV Crailsheim                                             | 2-1 | 0-0 |     | 1-1 | 4-1 | 0-3 | 1-1 | 1-0 | 1-2 | 1-0  | 0-2 | 1-0  |
| FCR DuisbourgR                                             | 1-0 | 2-1 | 2-2 |     | 2-0 | 0-6 | 0-3 | 0-0 | 2-4 | 8-0  | 2-0 | 8-0  |
| FFC FrancfortR                                             | 3-1 | 1-6 | 0-0 | 0-1 |     | 0-3 | 0-2 | 0-2 | 5-2 | 5-0  | 1-0 | 5-0  |
| SC Fribourg                                                | 4-0 | 1-0 | 1-0 | 2-0 | 0-1 |     | 4-0 | 2-0 | 6-0 | 8-0  | 3-0 | 8-0  |
| TSG Hoffenheim                                             | 0-0 | 1-1 | 1-2 | 2-0 | 1-0 | 1-4 |     | 3-0 | 5-0 | 4-1  | 3-0 | 4-1  |
| FV Löchgau                                                 | 3-2 | 0-2 | 2-0 | 1-0 | 2-2 | 0-6 | 1-3 |     | 0-2 | 1-1  | 0-3 | 1-1  |
| FFC Niederkirchen                                          | 3-1 | 1-3 | 1-1 | 1-1 | 0-2 | 0-7 | 2-4 | 0-1 |     | 5-0  | 6-2 | 5-0  |
| FFC Recklinghausen                                         | 3-0 | 2-6 | 1-4 | 0-3 | 2-1 | 2-3 | 0-4 | 2-2 | 1-1 |      | 0-2 | -    |
| SC Sand                                                    | 0-2 | 0-2 | 0-2 | 1-0 | 4-2 | 0-3 | 1-2 | 3-0 | 1-2 | 3-1  |     | 3-1  |
| VfL Sindelfingen                                           | 0-4 | 1-6 | 0-1 | 1-0 | 1-3 | 0-4 | 2-1 | 1-0 | 4-2 | 2-2  | 4-0 |      |
| - Victoire à domicile - Match nul - Victoire à l'extérieur |     |     |     |     |     |     |     |     |     |      |     |      |

### Barrage de relégation
| Club                | Aller    | Retour   | Club       |
| ------------------- | -------- | -------- | ---------- |
| BV Cloppenburg (de) | Non joué | Non joué | FV Löchgau |

## Bilan de la saison
| Championnat d'Allemagne féminin de football de deuxième division 2010-2011 |                                                               |
| Champion                                                                   | Hambourg SVR (Nord) (1er titre) SC Fribourg (Sud) (1er titre) |
| Promotions et relégations                                                  |                                                               |
| Promus en Frauen-Bundesliga                                                | FC Lokomotive Leipzig                                         |
| Promus en Frauen-Bundesliga                                                | SC Fribourg                                                   |
| Relégués en 2. Frauen-Bundesliga                                           | HSV Borussia Friedenstal                                      |
| Relégués en 2. Frauen-Bundesliga                                           | FC Sarrebruck                                                 |

## Statistiques
| Cls | Joueuse             | Club                  | Buts |
| --- | ------------------- | --------------------- | ---- |
| 1   | Kathrin Patzke      | Hambourg SVR          | 21   |
| 2   | Safi Nyembo         | FC Lokomotive Leipzig | 19   |
| 3   | Maren Wallenhorst   | Werder Brême          | 14   |
| 4   | Marlene Ebermann    | FC Lokomotive Leipzig | 10   |
| 4   | Anna-Sophie Fechner | FC Lübars             | 10   |
| 4   | Dania Schuster      | Magdeburger FFC (en)  | 10   |

| Cls | Joueuse           | Club              | Buts |
| --- | ----------------- | ----------------- | ---- |
| 1   | Isabelle Meyer    | SC Fribourg       | 17   |
| 2   | Susanne Hartel    | TSG Hoffenheim    | 16   |
| 3   | Bilgin Defertli   | FC Cologne        | 14   |
| 3   | Charline Hartmann | FC Cologne        | 14   |
| 5   | Birgit Bernhart   | FFC Niederkirchen | 11   |
| 5   | Julia Zirnstein   | SC Fribourg       | 11   |